# Tour Poitou-Charentes en Nouvelle-Aquitaine
Tour Poitou-Charentes en Nouvelle-Aquitaine (tidligere: Tour du Poitou-Charentes) er et landevejsløb som køres i Poitou-Charentes i Frankrig. Det blev for første gang arrangeret i 1987. Løbet er et etapeløb og er klassificeret som 2.1. Løbet er en del af UCI Europe Tour. 

## Vindere
| År                 | Vinder                 | Toer                  | Treer                |
| ------------------ | ---------------------- | --------------------- | -------------------- |
| for amatører       |                        |                       |                      |
| 1987               | Jean-Louis Conan       | Marc Poncel           | Nicolas Dubois       |
| 1988               | Pascal Peyramaure      | André Urbanek         | Jacques Decrion      |
| 1989               | Pavel Tonkov           | Thierry Lezin         | Romes Gajnetdinov    |
| 1990               | Jurij Manujlov         | Vadim Chabalkine      | Arvi Tammesalu       |
| for professionelle |                        |                       |                      |
| 1991               | Kim Andersen           | Christophe Manin      | Artūras Kasputis     |
| 1992               | Pascal Lance           | Laurent Bezault       | Eddy Seigneur        |
| 1993               | Thierry Marie          | François Simon        | Francis Moreau       |
| 1994               | Philippe Gaumont       | Hervé Boussard        | Frédéric Laubier     |
| 1995               | Nicolas Aubier         | Arnaud Prétot         | Laurent Roux         |
| 1996               | Eddy Seigneur          | Jacky Durand          | Emmanuel Magnien     |
| 1997               | Joaquim Adrego Andrade | Stéphane Barthe       | Uwe Peschel          |
| 1998               | Lauri Aus              | David Millar          | Marc Streel          |
| 1999               | Christophe Moreau      | Jean-Cyril Robin      | Lauri Aus            |
| 2000               | Floyd Landis           | Peter Wrolich         | Marcel Gono          |
| 2001               | Jens Voigt             | Ivailo Gabrovski      | Lauri Aus            |
| 2002               | Guido Trentin          | Sylvain Chavanel      | Nicolas Jalabert     |
| 2003               | Jens Voigt             | Sylvain Chavanel      | Jørgen Bo Petersen   |
| 2004               | Stéphane Barthe        | Ronald Mutsaars       | Jimmy Engoulvent     |
| 2005               | Sylvain Chavanel       | Christophe Moreau     | Linas Balčiūnas      |
| 2006               | Sylvain Chavanel       | Rick Flens            | Jussi Veikkanen      |
| 2007               | Thomas Voeckler        | Émilien-Benoît Bergès | Lars Boom            |
| 2008               | Benoît Vaugrenard      | Kevyn Ista            | Florian Morizot      |
| 2009               | Gustav Larsson         | Brett Lancaster       | David Lelay          |
| 2010               | Jimmy Engoulvent       | Dominique Rollin      | Martin Elmiger       |
| 2011               | Jesse Sergent          | Alex Dowsett          | Michał Kwiatkowski   |
| 2012               | Luke Durbridge         | Jérémy Roy            | László Bodrogi       |
| 2013               | Thomas Voeckler        | Jesús Herrada         | Mikhail Ignatjev     |
| 2014               | Sylvain Chavanel       | Svein Tuft            | Cyril Lemoine        |
| 2015               | Tony Martin            | Adriano Malori        | Jonathan Castroviejo |
| 2016               | Sylvain Chavanel       | Wilco Kelderman       | Nelson Oliveira      |
| 2017               | Mads Pedersen          | Jonathan Castroviejo  | Jempy Drucker        |
| 2018               | Arnaud Démare          | Sylvain Chavanel      | Yoann Paillot        |
| 2019               | Christophe Laporte     | Tony Gallopin         | Niki Terpstra        |
| 2020               | Arnaud Démare          | Josef Černý           | Joey Rosskopf        |
| 2021               | Connor Swift           | Bruno Armirail        | Morten Hulgaard      |
| 2022               | Stefan Küng            | Kévin Vauquelin       | Pierre Latour        |
| 2023               | Søren Wærenskjold      | Bruno Armirail        | Mirco Maestri        |
| 2024               | Søren Wærenskjold      | Fredrik Dversnes      | Samuel Leroux        |
| 2025               |                        |                       |                      |